# Похабани
Похабани (слч. Pochabany) насељено је мјесто са административним статусом сеоске општине (слч. obec) у округу Бановце на Бебрави, у Тренчинском крају, Словачка Република.

## Становништво
| Година:    | 1994. | 2004.    | 2014.   | 2024.   |
| ---------- | ----- | -------- | ------- | ------- |
| Број људи: | 296   | 254      | 251     | 275     |
| Разлика:   |       | -14,18 % | -1,18 % | +9,56 % |

| Година:    | 2023. | 2024.   |
| ---------- | ----- | ------- |
| Број људи: | 276   | 275     |
| Разлика:   |       | -0,36 % |

Према подацима о броју становника из 2011. године насеље је имало 247 становника.